# Francesco Piranesi

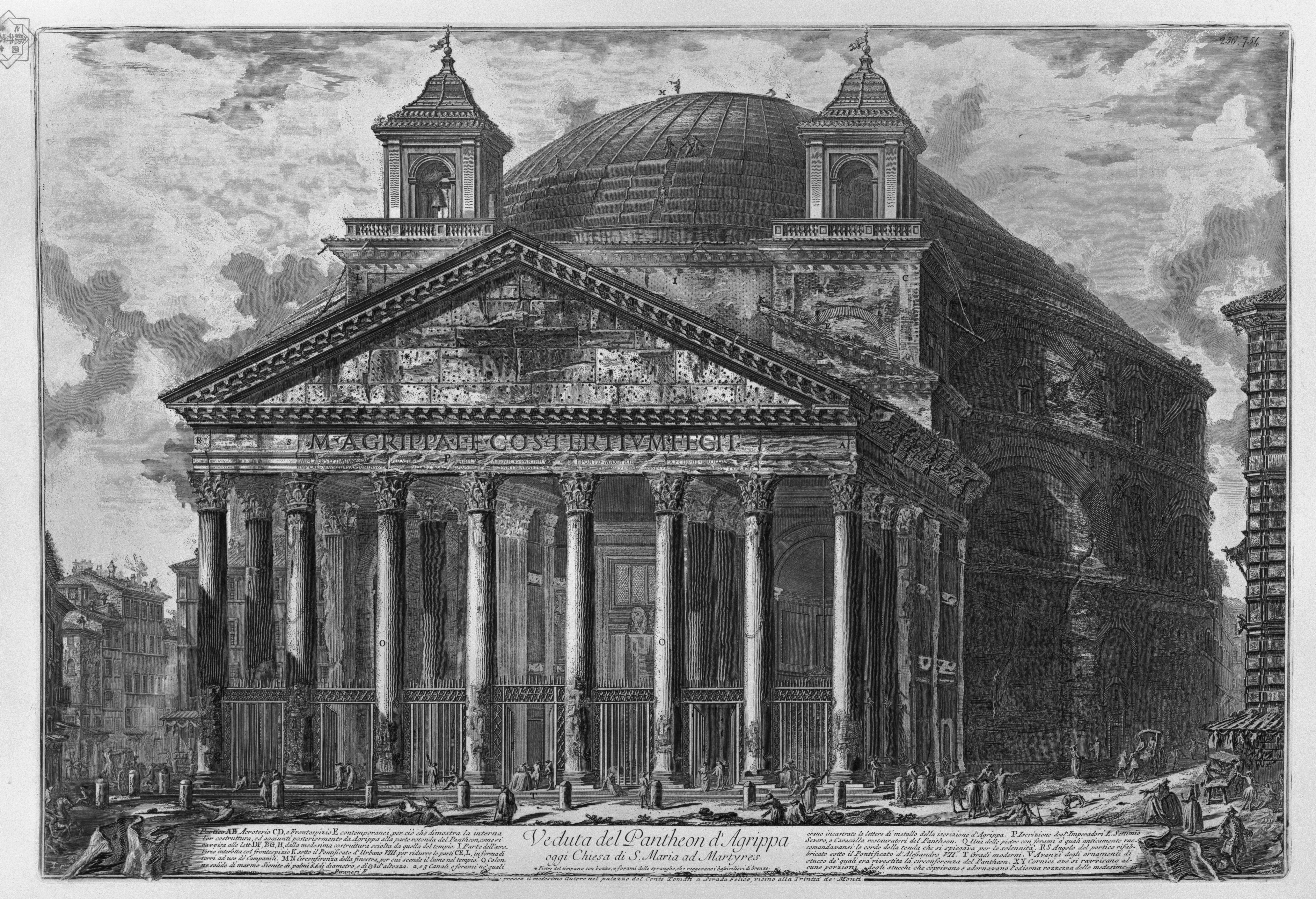
Pantheon. Etsning från 1790. De båda klocktornen tillkom på 1620-talet; de avlägsnades 1883.

Francesco Piranesi ([franˈtʃɛsko piraˈneːzi]), född omkring 1758 i Rom, död 23 januari 1810 i Paris, var en italiensk grafiker. Han var son till Giovanni Battista Piranesi.
Francesco Piranesi biträdde fadern i hans grafiska verksamhet i en stil som knappast kan skiljas från denne. Efter faderns död 1778 utgav han nya upplagor av de äldre verken, utökade med nya etsningar, av vilka flera var efter teckningar av Louis Jean Desprez. Vid Gustav III:s resa i Italien blev Piranesi svensk konstagent och medverkade vid inköpen av antika skulpturer. Av Gustaf Adolf Reuterholm anställdes han som politisk spion för att övervaka Gustaf Mauritz Armfelt och blev efter stölden av dennes papper 1794 utnämnd till svensk minister vid påvliga kurian. Senare övergick Piranesi i Napoleons tjänst och utgav i Paris ett kopparsticksverk, Monuments du Musée Napoléon (4 band, 1804–1807).